# Lestiner Krugplatz
Lestiner Krugplatz war ein Wohnplatz im Gebiet der preußischen Provinz Pommern.
Der Wohnplatz lag bis in die erste Hälfte des 20. Jahrhunderts östlich der Ortsmitte des Dorfes Lestin und südlich des Dorfes Damitz an der Fernstraße von Stettin nach Danzig.
Lestiner Krugplatz bildete einen Wohnplatz in der Gemeinde Lestin und gehörte mit dieser zum Kreis Kolberg-Körlin in der preußischen Provinz Pommern. Im Jahre 1885 wurden 3 Einwohner gezählt, im Jahre 1905 4 Einwohner.
Im Messtischblatt von 1940 war Lestiner Krugplatz nicht mehr eingetragen und die Bebauung an dieser Stelle verschwunden, während in beiden Richtungen entlang der damaligen Reichsstraße 2 eine lockere Bebauung bestand.
Heute liegt die Stelle in Polen im Gebiet der Gmina Rymań (Landgemeinde Roman). Die Stelle ist nicht bebaut.